# Omicidio a Coweta County
Omicidio a Coweta Country (Murder in Coweta Country) è un film del 1983 diretto da Gary Nelson, con protagonista Johnny Cash, tratto da una storia vera.

## Trama
Lo sceriffo Lamar Potts della contea di Coweta, in Georgia, è l'uomo più potente della zona, e si trova in conflitto con lo sceriffo John Wallace, della contea del Meryweather.
Wilson Turner, un povero mezzadro bianco, fu licenziato da Wallace, a causa  di una presunta vendita di liquori (all'epoca dichiarata illegale). Lo sceriffo Potts insegue quindi Wallace e la sua banda per ottenere giustizia per Turner, ma ha bisogno di raccogliere prove sufficienti per dimostrare il suo caso.